# Passeig de la Ciutadella (València)
El passeig de la Ciutadella és una via urbana del centre de la ciutat de València, situada al marge dret de l'antic llit del riu Túria (actual Jardí del Túria) entre el pont del Real i el pont de les Flors. S'inicia just a la fi del carrer del Pintor López i finalitza a la plaça d'Amèrica. S'anomena passeig de la Ciutadella perquè al seu encreuament amb el carrer del Justícia (on s'inicia el pont de l'Exposició) estava situada la ciutadella de València, una fortificació militar amb la missió de protegir la ciutat de possibles invasions construïda el 1574.
Entre el pont del Real i el pont de l'Exposició (situat a la meitat del recorregut), el passeig es troba al barri de La Xerea de la Ciutat Vella, mentre que des del pont de l'Exposició fins al pont de les Flors el passeig es troba al barri del Pla del Remei a L'Eixample de la ciutat.
A l'inici del passeig es troba la part posterior de l'antic Convent de Sant Doménec, que té la seua entrada a la plaça de Tetuan i va ser començat a construir-se l'any 1239 i acabat al segle xviii. Des de 1840 acull la Capitania General de l'exèrcit espanyol. Altres elements importants són el mateix Jardí del Túria i els seus ponts: el pont del Real, el pont de l'Exposició i el pont de les Flors. Una part de la seu del Govern Militar de l'exèrcit espanyol, al carrer del Justícia, dona al passeig.
L'estació de Metrovalencia d'Alameda amb les línies 3 i 5 està situada baix el pont de l'Exposició, tots dos dissenyats per l'arquitecte valencià Santiago Calatrava a les últimes dècades del segle xx. Diverses línies de l'EMT de València passen per les proximitats o creuen el passeig, però cap té una parada al passeig. Les més pròximes tenen parades al passeig de l'Albereda, a la plaça de la Porta de la Mar i a la plaça d'Amèrica.